# Comitato Olimpico Ceco
Il Comitato Olimpico Ceco (noto anche come Český olympijský výbor in ceco) è un'organizzazione sportiva ceca, nata nel 1899 a Praga, nell'odierna Repubblica Ceca.
Dopo la sua fondazione, nel 1919 cambiò nome in Comitato Olimpico Cecoslovacco (Československý Olympijský Výbor) a seguito della proclamazione dell'indipendenza cecoslovacca; nel 1992, successivamente alla scissione della Repubblica Federale Ceca e Slovacca in due Repubbliche distinte, tornò al nome originario, dopo la ratifica da parte del Comitato Olimpico Internazionale (CIO) nel 1993. Questo comitato ha lo scopo di curare l'organizzazione ed il potenziamento dello sport in Repubblica Ceca e, in particolare, la preparazione degli atleti cechi, per consentire loro la partecipazione ai Giochi olimpici. Il comitato, inoltre, fa parte dei Comitati Olimpici Europei.
L'attuale presidente dell'organizzazione è Jiří Kejval, mentre la carica di segretario generale è occupata da Petr Hrubec.